# 南京市儿童医院
南京市儿童医院，是中华人民共和国江苏省的一所医院，为三级甲等医院，位于南京市鼓楼区广州路72号。

## 规模
南京市儿童医院总床位420张，日门诊量650人次。